# 傑森·德納耶爾
積臣·格雷戈里·丹拿雅（法語：Jason Grégory Denayer；1995年6月28日—）是一名比利時職業足球員，司職中堅，曾效力沙特职业足球联赛球會艾法特，曾獲得2014–15年的蘇格蘭PFA年度最佳青年球員。

## 外部連結
- Manchester City F.C. Profile （页面存档备份，存于）
- Belgium profile （页面存档备份，存于） at Belgian FA
- 足球数据库：傑森·德納耶爾的球员统计数据
- Soccerway資料庫：傑森·德納耶爾